# Discografia degli UFO
Qui di seguito sono elencate tutte le produzioni degli UFO.

## Album in studio
| 1970                                                               | UFO 1                                  | —   | —  |             |
| 1971                                                               | Flying                                 | —   | —  |             |
| 1974                                                               | Phenomenon                             | 202 | —  |             |
| 1975                                                               | Force It                               | 71  | —  |             |
| 1976                                                               | No Heavy Petting                       | 169 | —  |             |
| 1977                                                               | Lights Out                             | 23  | 54 |             |
| 1978                                                               | Obsession                              | 41  | 26 |             |
| 1980                                                               | No Place to Run                        | 51  | 11 | UK: argento |
| 1981                                                               | The Wild, the Willing and the Innocent | 77  | 19 |             |
| 1982                                                               | Mechanix                               | 82  | 8  |             |
| 1983                                                               | Making Contact                         | 153 | 32 |             |
| 1985                                                               | Misdemeanor                            | 106 | 74 |             |
| 1988                                                               | Ain't Misbehavin'                      | —   | —  |             |
| 1992                                                               | High Stakes & Dangerous Men            | —   | —  |             |
| 1995                                                               | Walk on Water                          | —   | —  |             |
| 2000                                                               | Covenant                               | —   | —  |             |
| 2002                                                               | Sharks                                 | —   | —  |             |
| 2004                                                               | You Are Here                           | —   | —  |             |
| 2006                                                               | The Monkey Puzzle                      | —   | —  |             |
| 2009                                                               | The Visitor                            | —   | 99 |             |
| 2012                                                               | Seven Deadly                           |     |    |             |
| 2015                                                               | A Conspiracy Of Stars                  |     |    |             |
| "—" significa che l'album non è entrato nella relativa classifica. |                                        |     |    |             |

## Album dal vivo
| 1972                                                               | Live                      | —  | — |             |
| 1974                                                               | Live in Concert           | —  | — |             |
| 1978                                                               | Lights Out in Tokyo       | —  | — |             |
| 1979                                                               | Strangers in the Night    | 42 | 7 | UK: argento |
| 1992                                                               | Live in Japan             | —  | — |             |
| 1993                                                               | T.N.T.                    | —  | — |             |
| 1994                                                               | Live in Texas             | —  | — |             |
| 1995                                                               | Heaven's Gate             | —  | — |             |
| 2003                                                               | Live on Earth             | —  | — |             |
| 2007                                                               | Live Throughout the Years | —  | — |             |
| "—" significa che l'album non è entrato nella relativa classifica. |                           |    |   |             |

## Compilation
| Year | Album details                        |
| ---- | ------------------------------------ |
| 1976 | Space Metal                          |
| 1985 | The Collection                       |
| 1986 | Anthology                            |
| 1988 | The Best of the Rest                 |
| 1992 | Essential                            |
| 1997 | The X Factor. Out There... And Back! |
| 2004 | Flying: The Early Years 1970-1973    |
| 2009 | Beginnings                           |
| 2011 | The Chrysalis Years: 1973-1979       |

## EP
| Anno | Titolo               | Official Singles Chart |
| ---- | -------------------- | ---------------------- |
| 1978 | Only You Can Rock Me | 50                     |
| 1979 | Shoot Shoot          | 48                     |
| 1979 | Doctor Doctor (live) | 35                     |

## Singoli
| Anno | Titolo                                       | Official Singles Chart |
| ---- | -------------------------------------------- | ---------------------- |
| 1970 | Come Away Melinda/Unidentified Flying Object | —                      |
| 1970 | Boogie for George/Treacle People             | —                      |
| 1970 | Shake It About/Evil                          | —                      |
| 1970 | Boogie/Melinda                               | —                      |
| 1970 | C'mon Everybody/Timothy                      | —                      |
| 1971 | Prince Kajuku/The Coming of Prince Kajuku    | —                      |
| 1972 | Galactic Love/Loving Cup                     | —                      |
| 1974 | Doctor Doctor/Lipstick Traces                | —                      |
| 1975 | Shoot Shoot                                  | —                      |
| 1977 | Too Hot to Handle                            | —                      |
| 1977 | Alone Again Or                               | —                      |
| 1978 | Born to Lose                                 | —                      |
| 1979 | Shoot Shoot/Doctor Doctor                    | —                      |
| 1980 | Young Blood                                  | 36                     |
| 1980 | Couldn't Get It Right                        | —                      |
| 1981 | Lonely Heart                                 | 41                     |
| 1982 | Back into My Life                            | —                      |
| 1982 | Let It Rain                                  | 62                     |
| 1983 | When It's Time to Rock                       | 70                     |
| 1986 | Night Run/Heavens Gate - The U.S. Remixes    | —                      |
| 1986 | This Time                                    | —                      |
| 1986 | Night Run/Blue                               | 94                     |
| 2006 | Back Against the Wall                        | —                      |

## Videografia

### Album video
| Anno | Titolo            | Formato |
| ---- | ----------------- | ------- |
| 1994 | Too Hot to Handle | VHS     |
| 2005 | Showtime          | DVD     |